# Бюльбюль китайський
Бюльбю́ль китайський (Pycnonotus sinensis) — вид горобцеподібних птахів родини бюльбюлевих (Pycnonotidae). Мешкає в Східній Азії.

## Опис

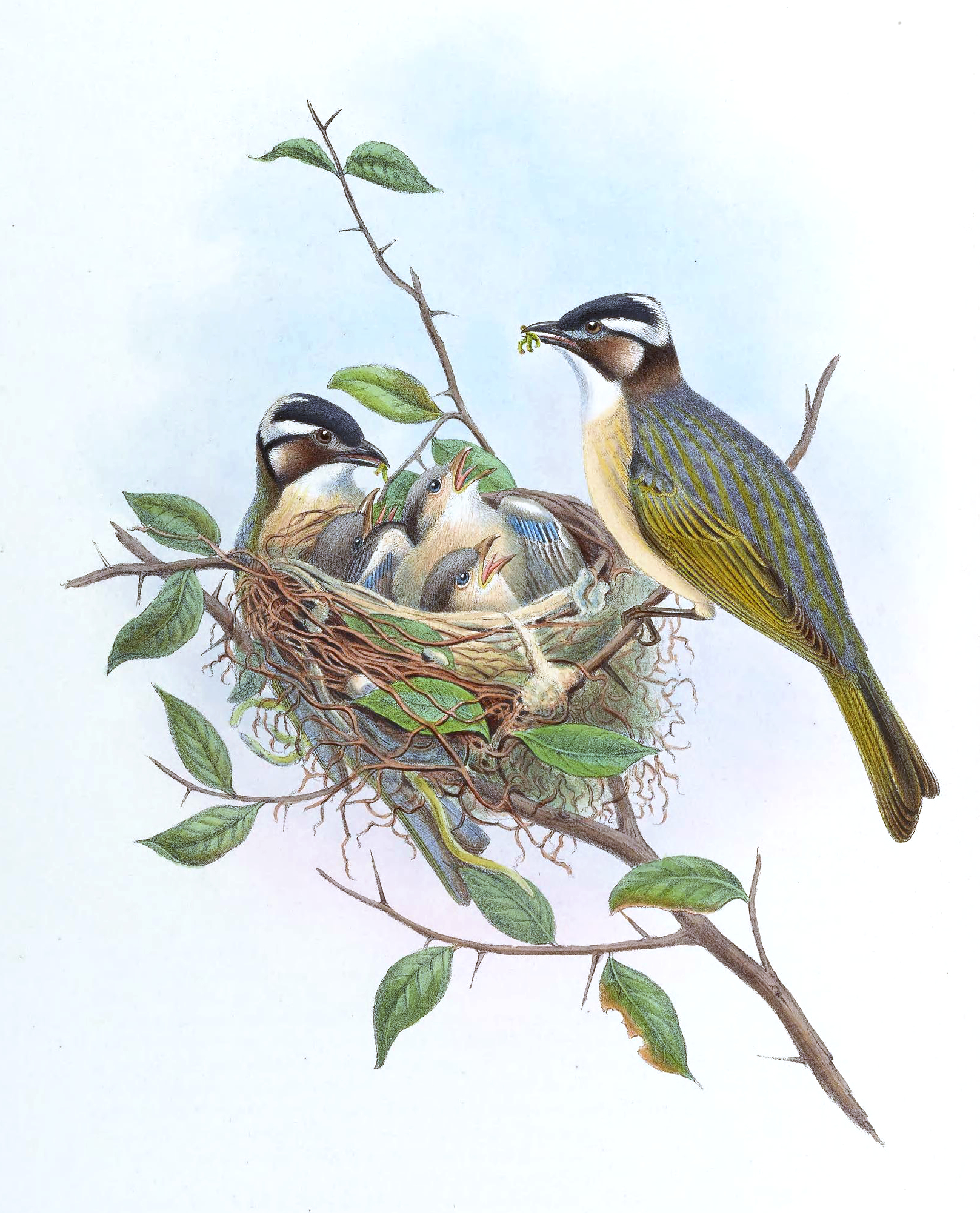
Китайські бюльбюлі

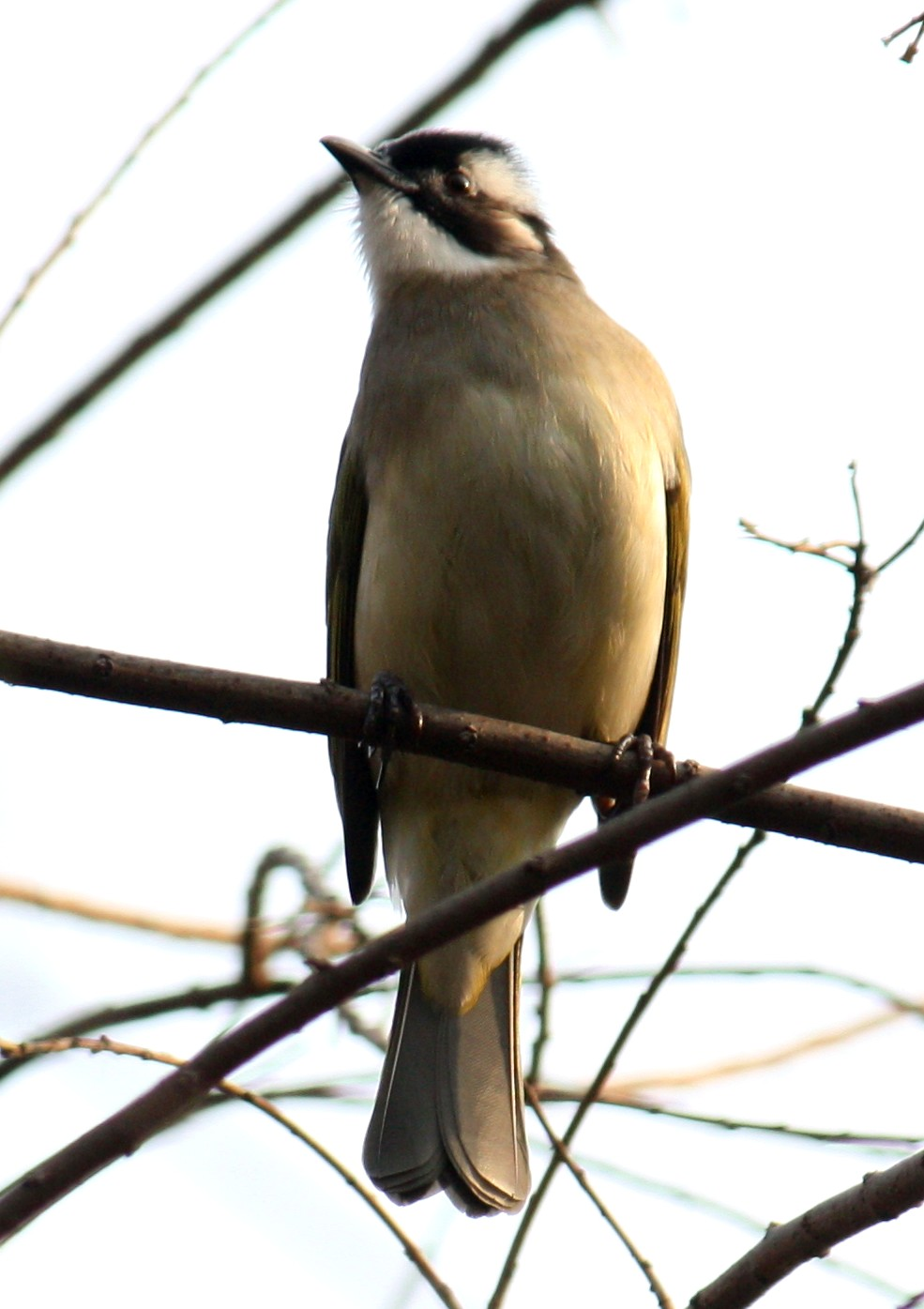
Китайський бюльбюль (Шанхай)

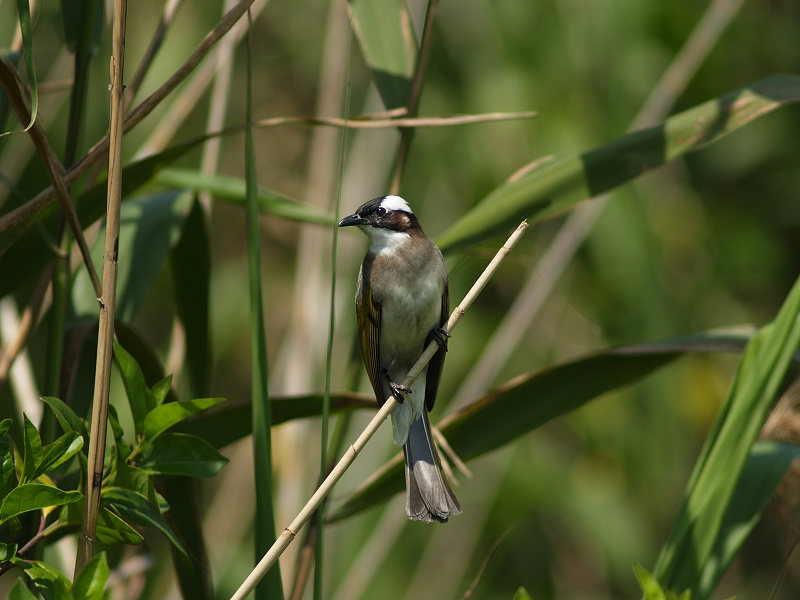
Китайський бюльбюль (Тайвань)

Довжина птаха становить 18-19 см, вага 30-46 г. Верхня частина тіла сірувато-коричнева, крила і хвіст з оливково-зеленим відтінком. Нижня частина тіла світлі, горло білувате, груди світло-сіро-коричневі, живіт жовтуватий, нижні покривні пера хвоста жовтуваті. верхня частина голови чорні, на скронях великі білі плями. Представники підвидів дещо різняться за забарвленням. Представники підвиду P. s. formosae мають темнішу нижню частину тіла, груди у них темно-сірі. у представників підвиду P. s. hainanus нижня частина тіла також тьмяніша, а білі плями на голові менші.

## Підвиди
Виділяють чотири підвиди:
- P. s. sinensis (Gmelin, JF, 1789) — центральний і східний Китай (від Сичуаню і південь Шеньсі на схід до Цзянсу і на південь до Гуансі, Гуандуну і Фуцзяню, також локально в околицях Пекіну і в Хебеї). Частина популяції взимку мігрує в центральний В'єтнам, на Хайнань та на південь Кореї;
- P. s. hainanus (Swinhoe, 1870) — південно-східний Китай (Гуандун і південь Гуансі, північний В'єтнам і Хайнань);
- P. s. formosae Hartert, E, 1910 — Тайвань;
- P. s. orii Kuroda, Nagamichi, 1923 — південні острови Рюкю (Йонаґуні, Окінава, Іріомоте і Ісіґакі).

## Поширення і екологія
Китайські бюльбюлі живуть у вологих субтропічних і тропічних лісах і чагарникових заростях, на полях і плантаціях, в парках і садах. Це досить поширений вид в міських парках Китаю. Вони живляться різноманітними плодами і ягодами, а також комахами, яких ловлять в польоті. Взимку утворюють великі зграї. Сезон розмноження триває з квітня по червень.

## Збереження
МСОП класифікує цей вид як такий, що не потребує особливих заходів зі збереження. Китайський бюльбюль є досить поширеним видом в межах свого ареалу.